# Газизов, Рустем Фаритович
 Рустем Фаритович Газизов (род. 9 ноября 1983, Узытамак, Чишминский район, Башкирская АССР, РСФСР, СССР) — российский государственный деятель. Заместитель главы администрации города Уфы. Глава администрации городского округа город Стерлитамак (2021—2024), заместитель премьер-министра Правительства Республики Башкортостан (с 28 октября 2024).

## Биография
Родился 9 ноября 1983 года в деревне Узытамак Чишминского района. Окончил Уфимский государственный авиационный технический университет. Прошёл профессиональную переподготовку в Башкирской академии государственной службы и управления при Президенте Республики Башкортостан.
Трудовую деятельность начал в 2002 году сортировщиком ЗАО «Паблик пресс Башкортостан» и ООО «Мир прессы – Уфа».
В 2003–2004 годах – педагог дополнительного образования Дворца детского и юношеского творчества Дёмского района Уфы.
В 2004–2005 годах – техник управления по делам гражданской обороны и чрезвычайных ситуаций Дёмского района Уфы Министерства по делам гражданской обороны и чрезвычайным ситуациям Республики Башкортостан.
В 2005 году – педагог дополнительного образования отдела образования муниципального образования Калининский район города Уфы.
В 2006–2010 годах – специалист 1 категории, заместитель начальника гражданской защиты по Калининскому району городского округа город Уфа МУ «Управление гражданской защиты города Уфы».
В 2010–2012 годах – начальник отдела по работе с отдалёнными территориями администрации Калининского района городского округа город Уфа.
В 2012–2015 годах – заместитель главы администрации Калининского района городского округа город Уфа.
В 2015–2017 годах – заведующий отделом по взаимодействию с общественными институтами Управления Главы Республики Башкортостан по общественно-политическому развитию, заместитель начальника Управления – заведующий отделом по взаимодействию с политическими партиями Управления Главы Республики Башкортостан по общественно-политическому развитию.
В 2017–2021 годах – заместитель главы Администрации городского округа город Уфа.
В 2021–2024 годах – первый заместитель главы администрации по развитию промышленного комплекса, глава администрации городского округа город Стерлитамак.

## Награды
- Почётная грамота Президента Российской Федерации (4 января 2024 года) — за достигнутые трудовые успехи и многолетнюю добросовестную работу[4]
- Орден Салавата Юлаева
- Медаль «За трудовую доблесть»